# جاش آبراهام
جاش آبراهام (انگلیسی: Josh Abraham؛ زادهٔ ) یک موسیقی‌دان اهل ایالات متحده آمریکا است. وی از سال ۱۹۹۵ میلادی تاکنون مشغول فعالیت بوده‌است.